# Péry-La Heutte
Péry-La Heutte ist eine auf den 1. Januar 2015 entstandene Fusionsgemeinde im Kanton Bern, Schweiz. Die im Verwaltungskreis Berner Jura gelegene neue Gemeinde besteht aus den ehemals selbständigen Gemeinden La Heutte (BFS-Nummer 436) und Péry (BFS-Nummer 439).

## Geschichte

Luftbild (1950)

Die Gemeinde Péry-La Heutte entstand auf den 1. Januar 2015 durch die Fusion der vormals unabhängigen Gemeinden La Heutte und Péry.

## Bevölkerung
Mit 1957 Einwohnern (Stand 31. Dezember 2023) gehört Péry-La Heutte zu den grösseren Gemeinden des Berner Juras.

## Politik
Gemeindepräsident ist seit 2019 Claude Nussbaumer (Stand 2024).
Bei den Nationalratswahlen 2023 betrugen die Wähleranteile in Péry-La Heutte (in Klammern die Veränderung im Vergleich zu den Wahlen 2019 in Prozentpunkten): SVP 38,91 % (+0,94), SP 22,46 % (+4,44), Grüne 11,93 % (+0,04), FDP 9,93 % (+0,50), glp 7,77 % (+2,37), Mitte 3,81 % (−4,90), EVP 2,35 % (+0,66), EDU 0,88 % (−0,33), SD 0,05 % (−0,41).

## Bilder

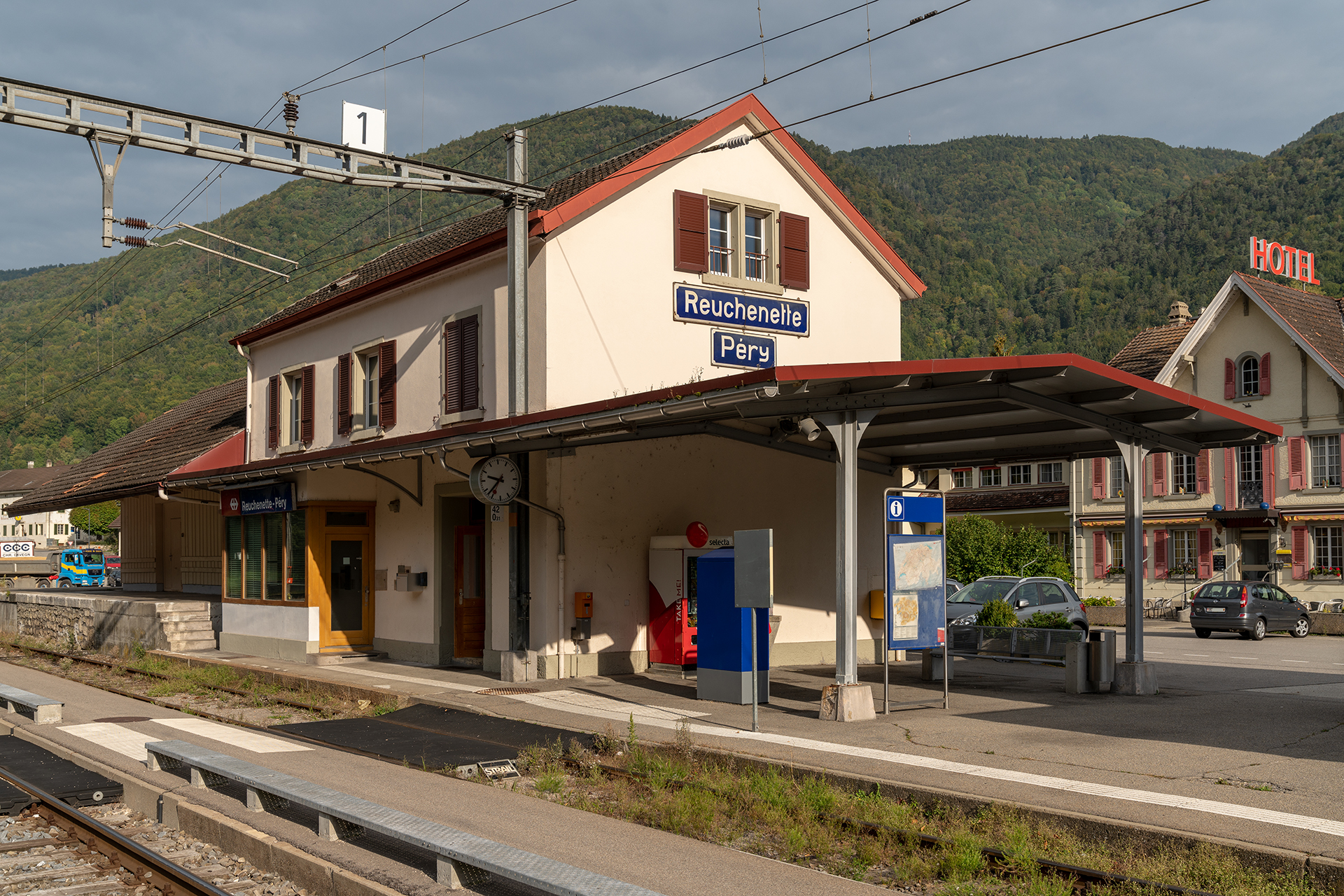
Bahnhof CFF/SBB
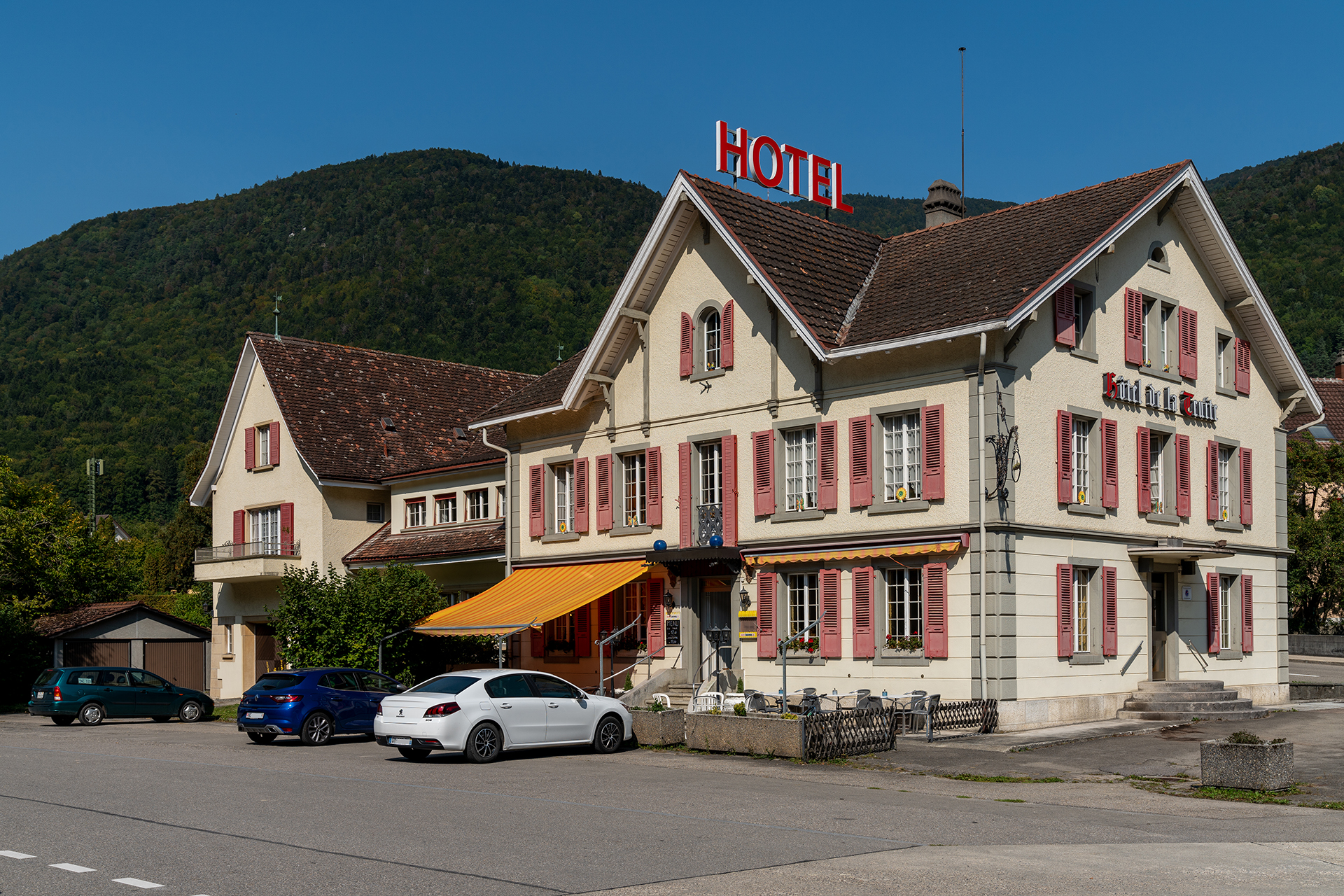
Hôtel «de la Truite»
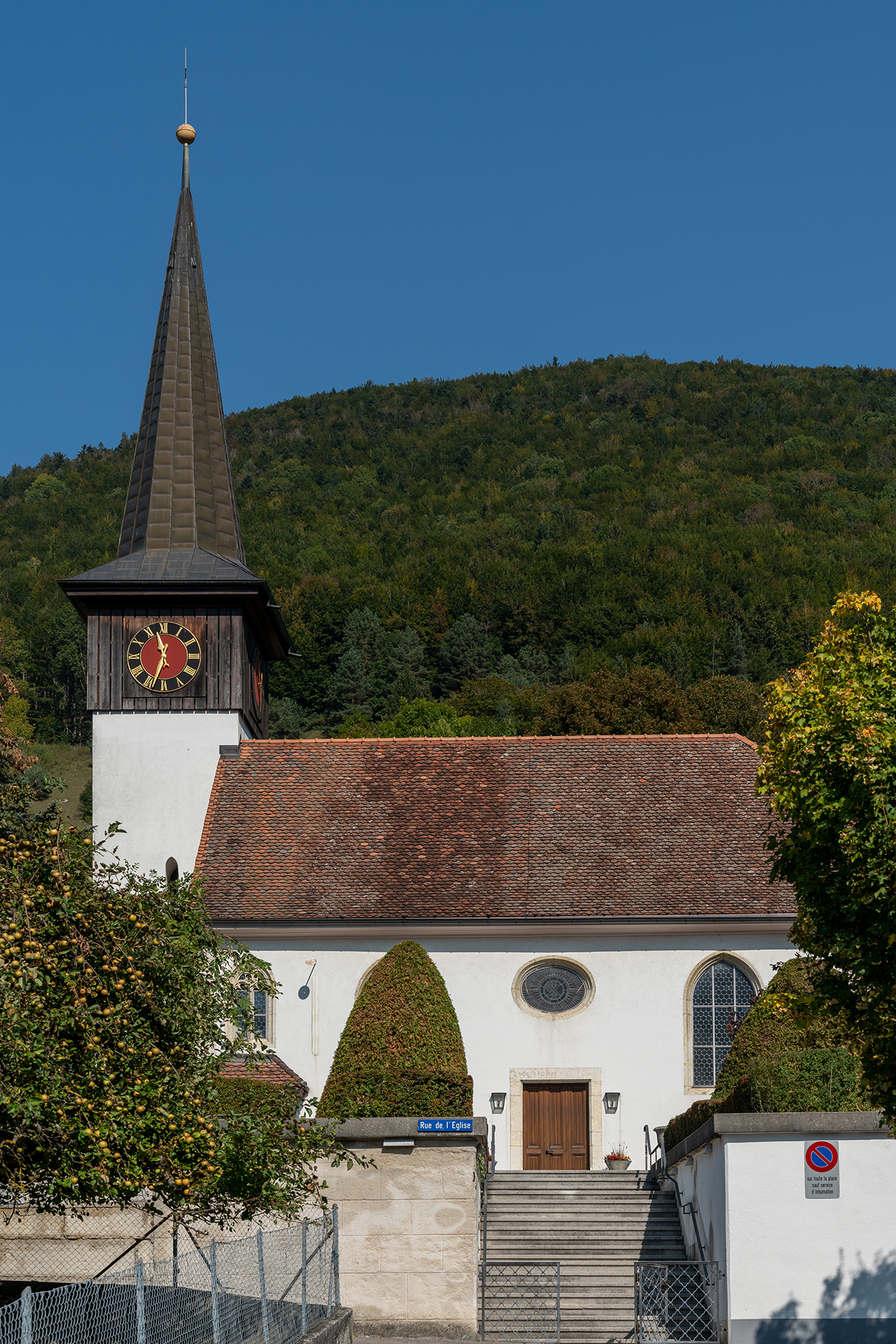
Reformierte Kirche
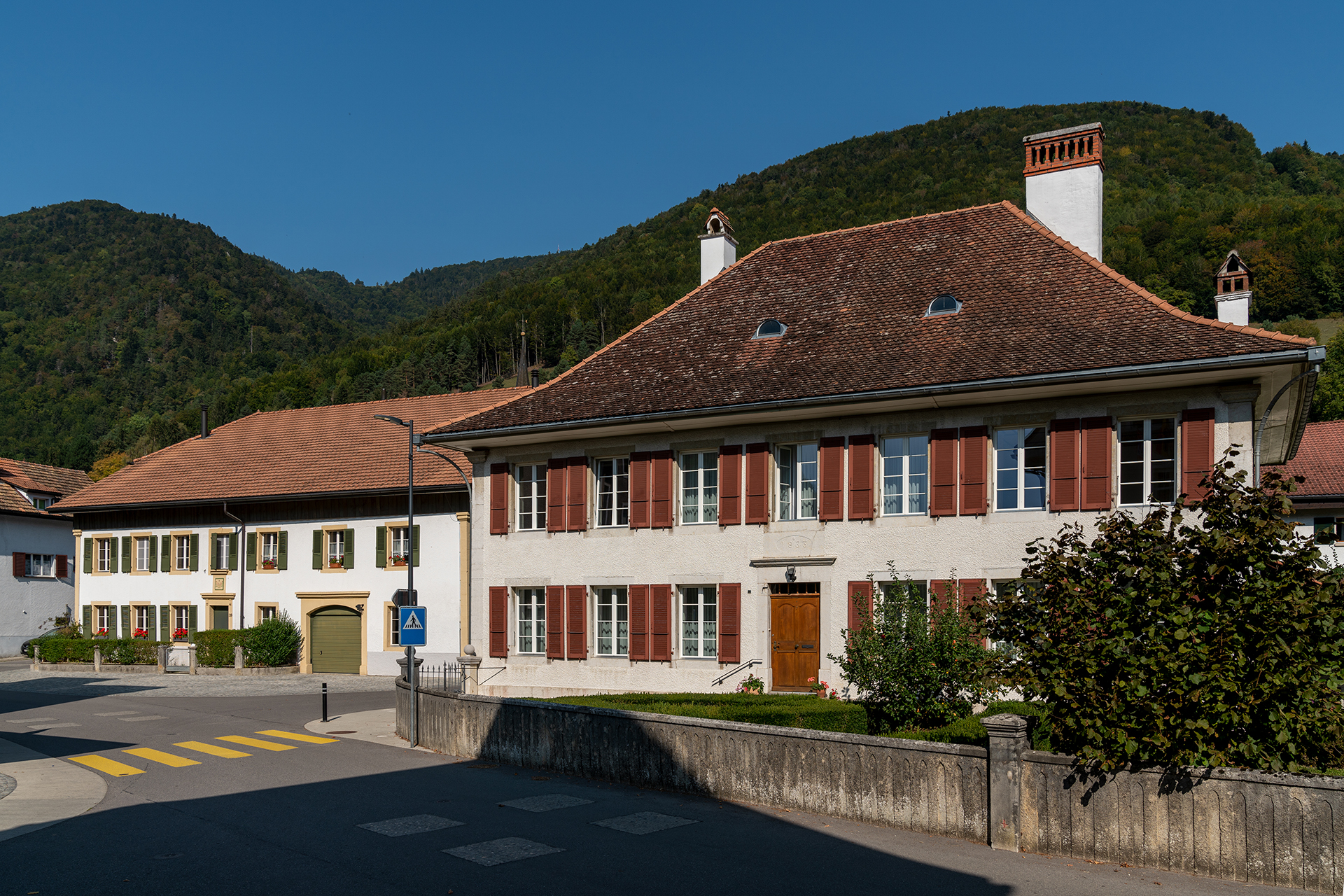
Pfarrhaus
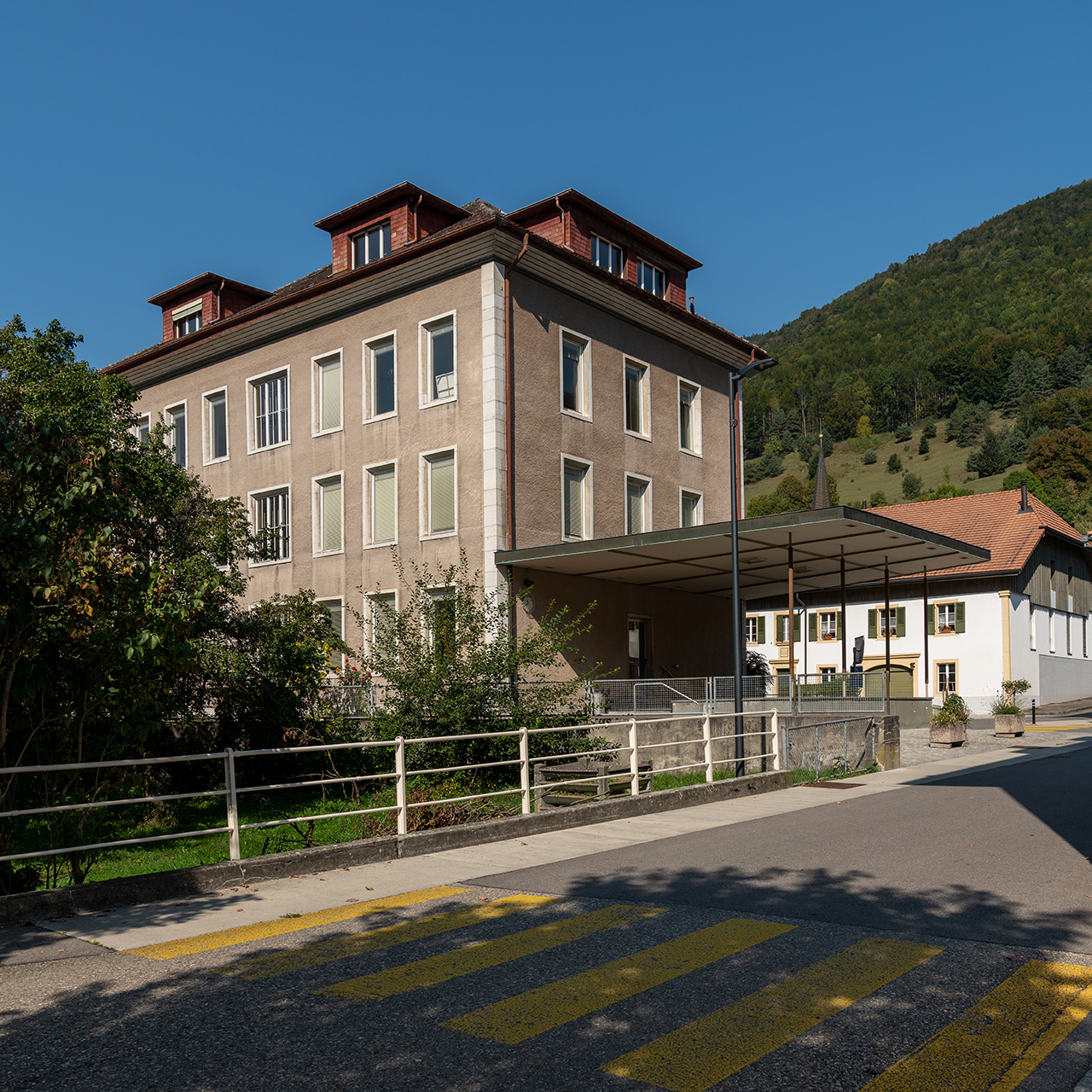
Gemeindeverwaltung
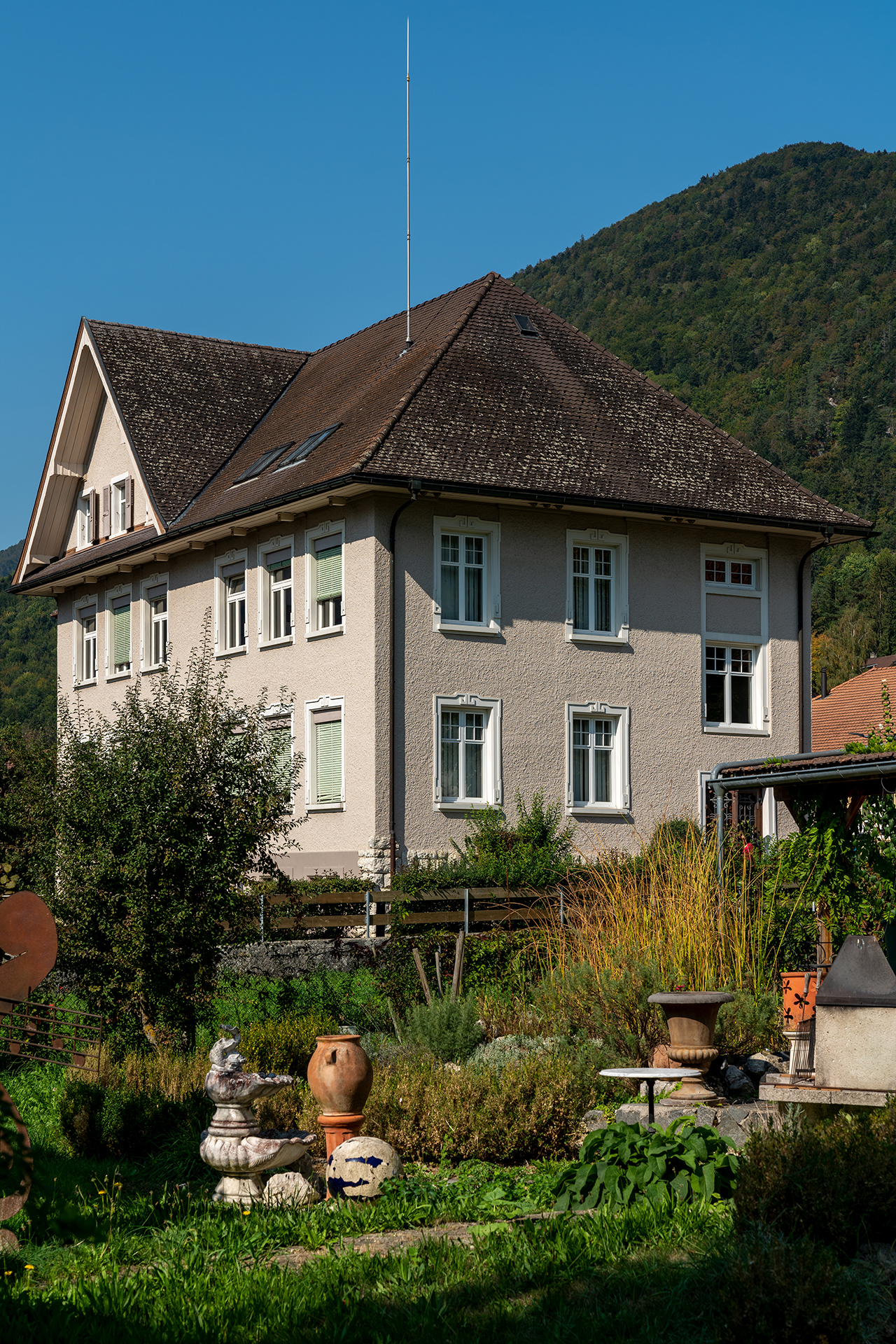
Das ältere Schulhaus
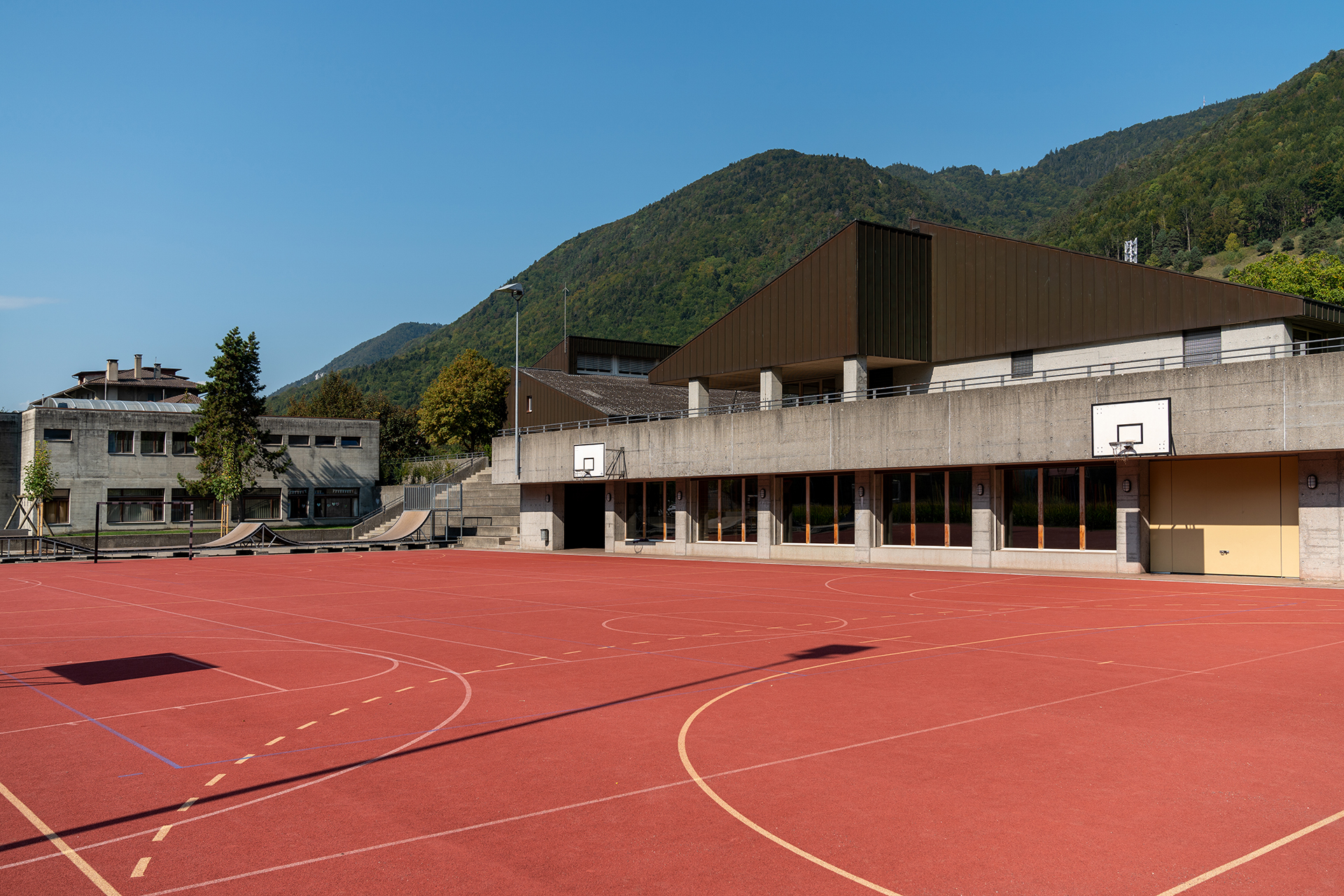
Schulanlage
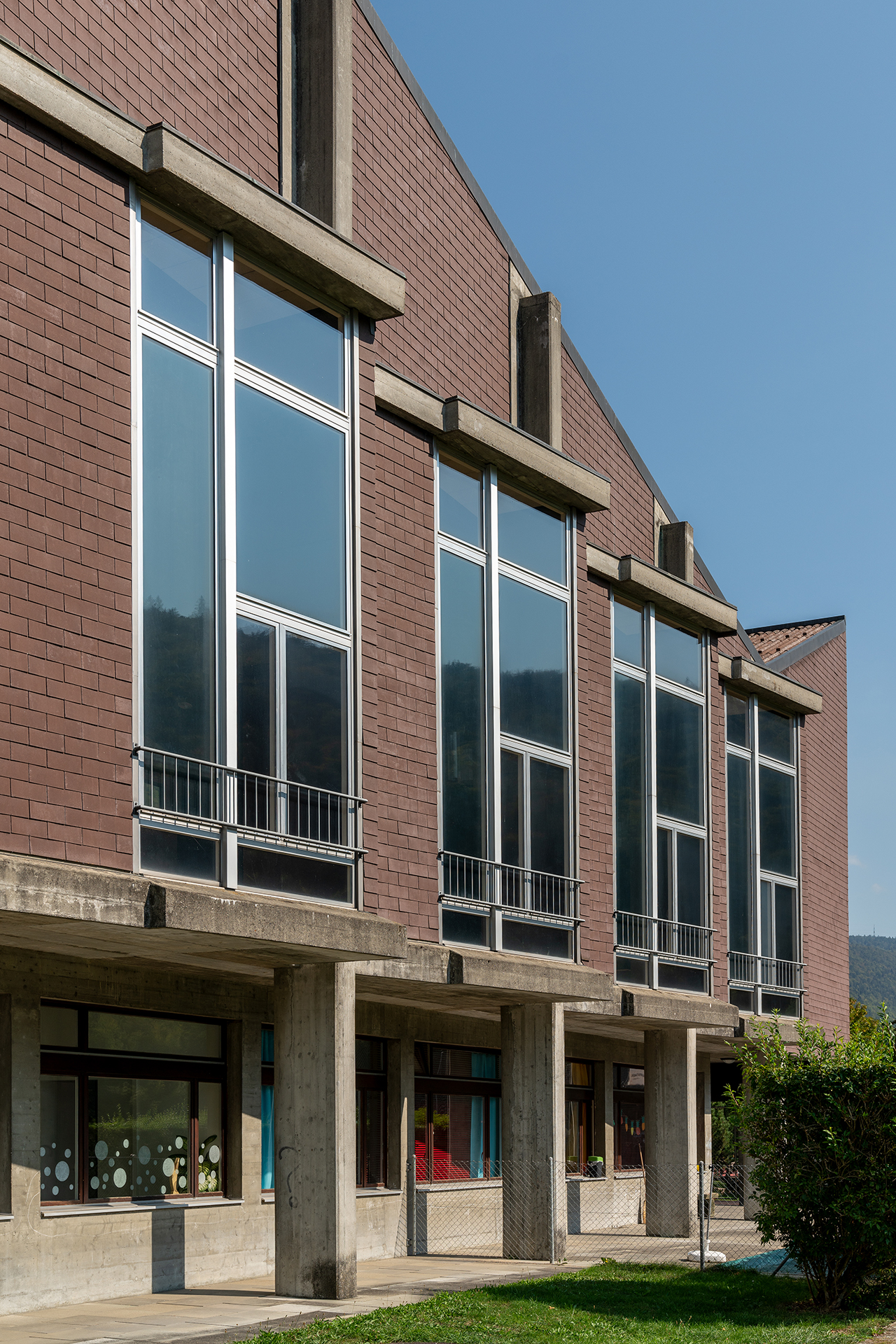
Gemeindezentrum
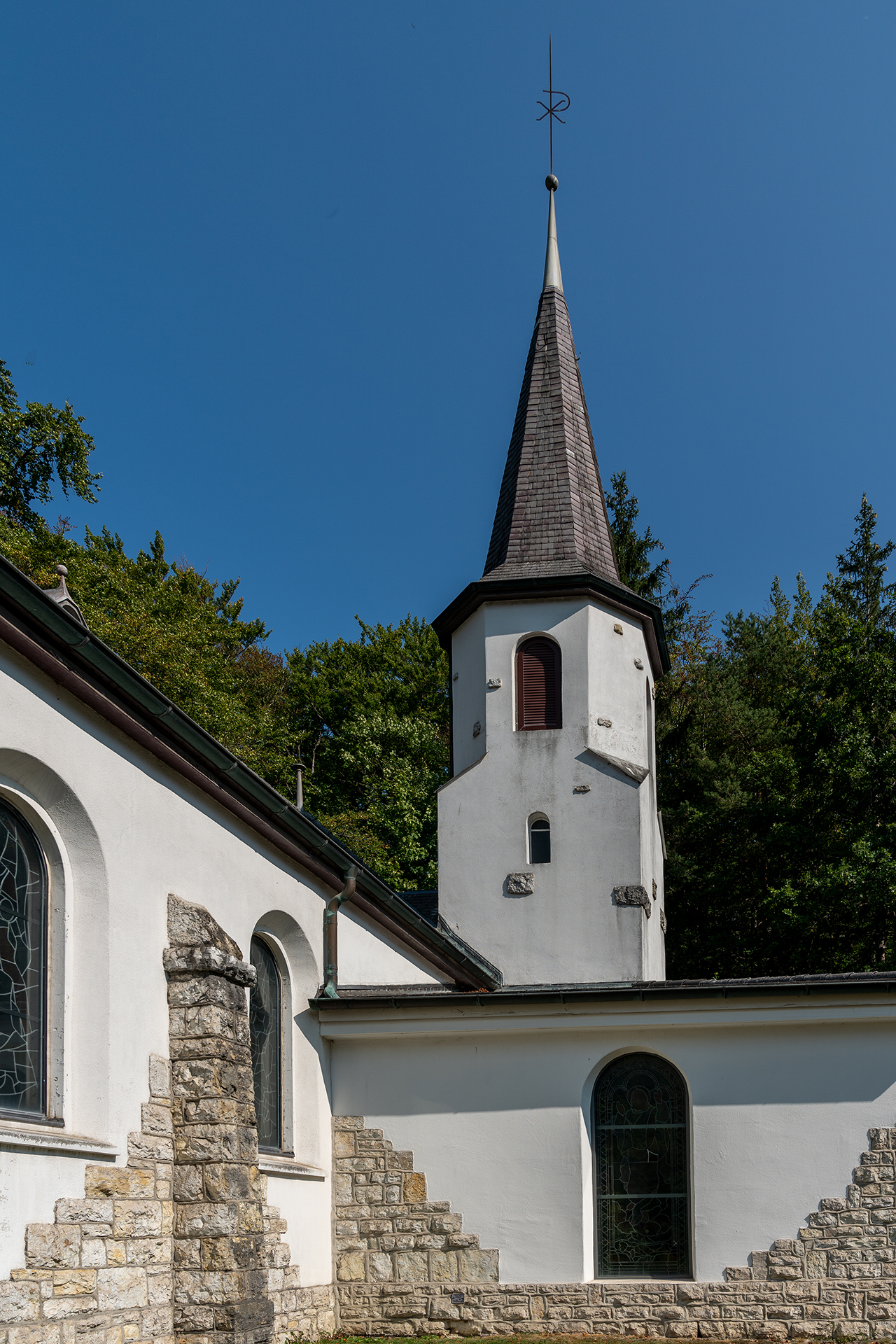
Katholische Kirche
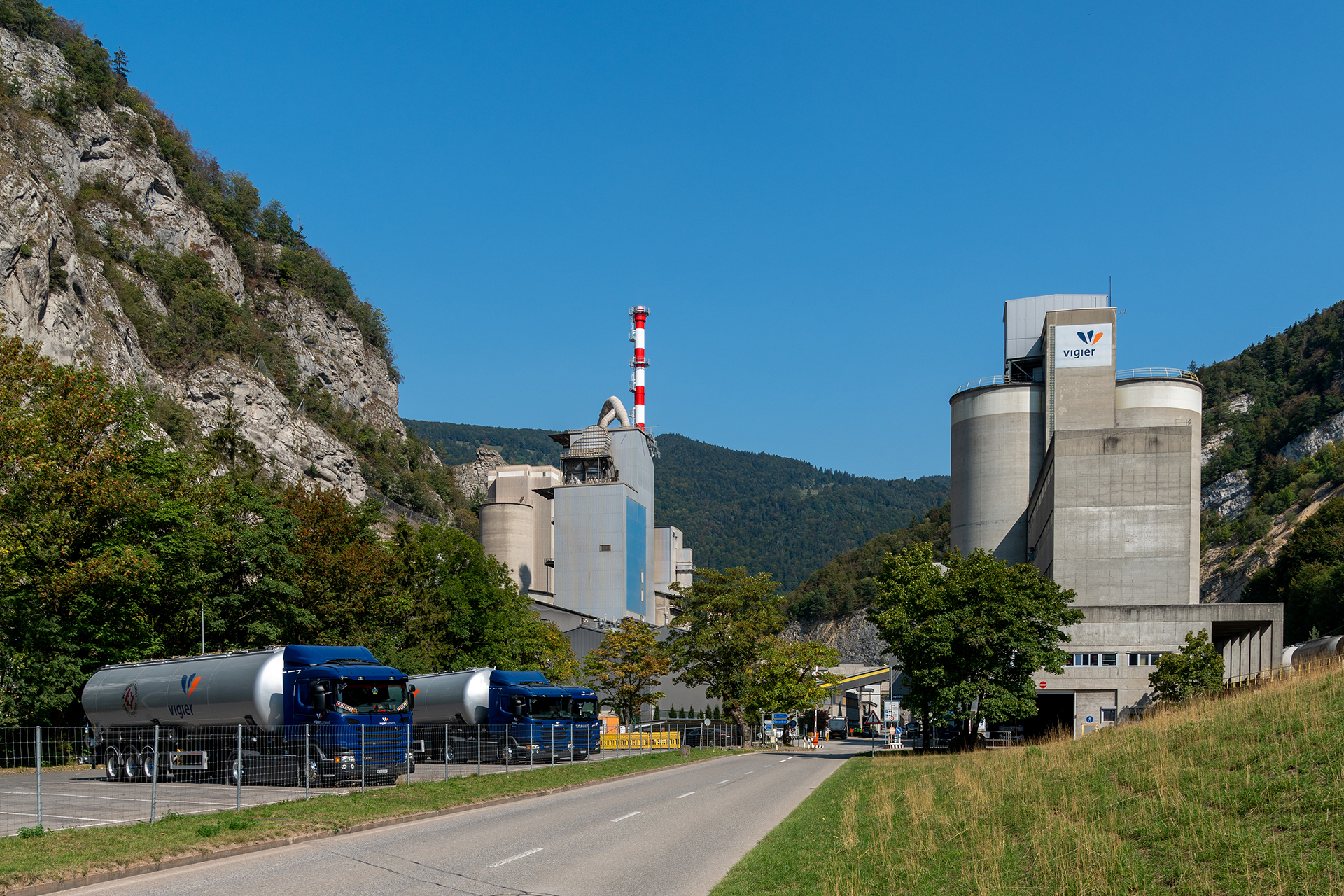
Zementwerk Vigier SA